# 4831 Baldwin
4831 Baldwin este un asteroid din centura principală, descoperit pe 14 septembrie 1988 de Schelte Bus.